# Caramulo-Museum

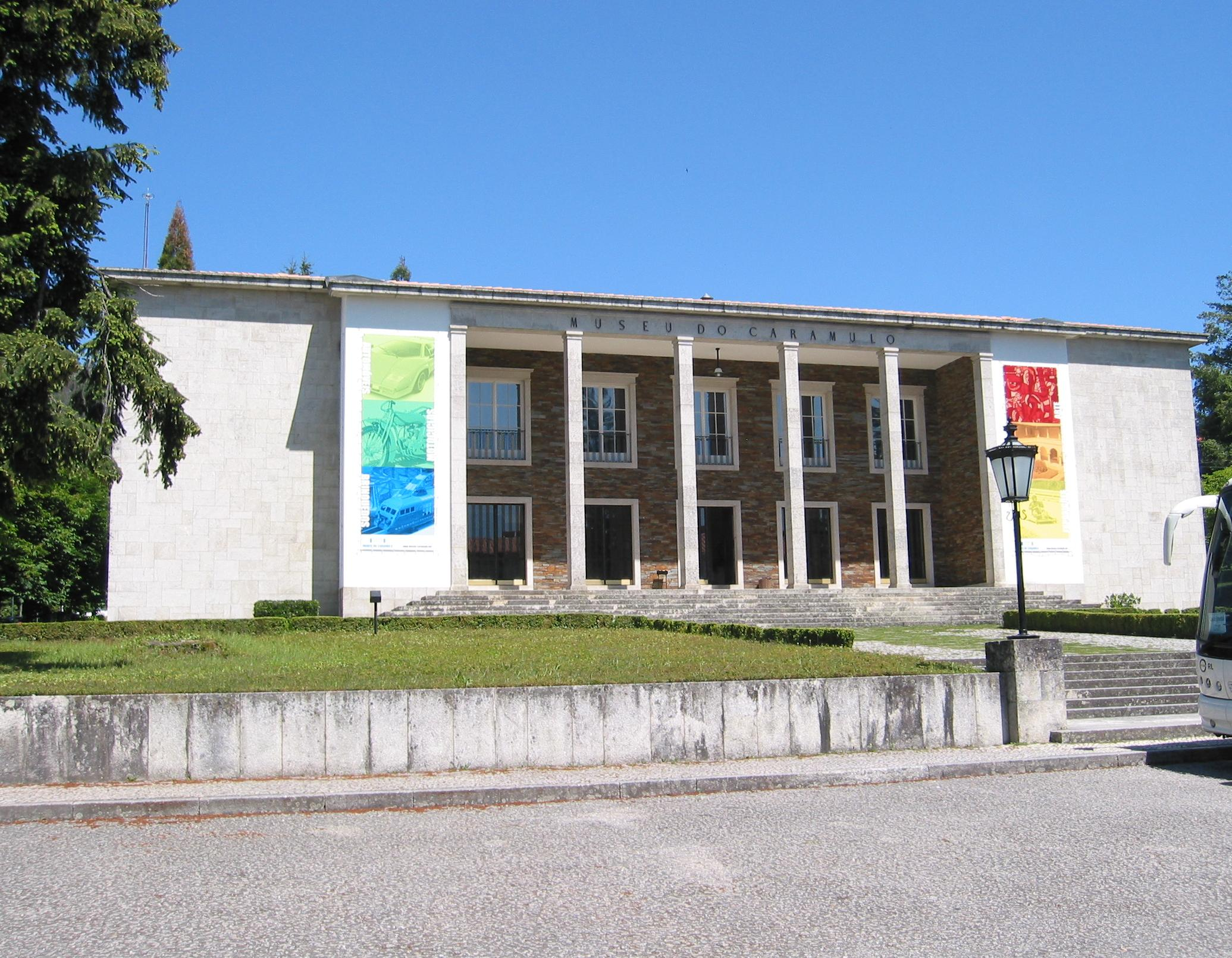
Museu do Caramulo

Das Caramulo-Museum (Museu do Caramulo) in Caramulo, Mittel-Portugal, ist ein Museum für Oldtimer und eine Kunstsammlung mit Werken von Pablo Picasso, Salvador Dalí und anderen großen Meistern. Es liegt am Südhang mitten im Gebirge der „Serra do Caramulo“ mit Blick auf ein weites Panorama.
Der Arzt Jerónimo de Lacerda konzipierte Caramulo 1921 als Kurort vor allem für Tuberkulose-Kranke komplett neu. Als die Krankheit zunehmend ausgerottet wurde, planten die beiden Söhne Abel (Ökonom) und João (Arzt) de Lacerda in den 1950er-Jahren das Museum, um damit zusätzlich zu den Hotels und Sanatorien dem abgelegenen, aber idyllischen Ort mit Fremdenverkehr dauerhaft eine Existenz zu sichern. Die Eröffnung des Museums im Jahr 1959 wurde von Staatspräsident Américo Tomás vorgenommen.

## Kunst

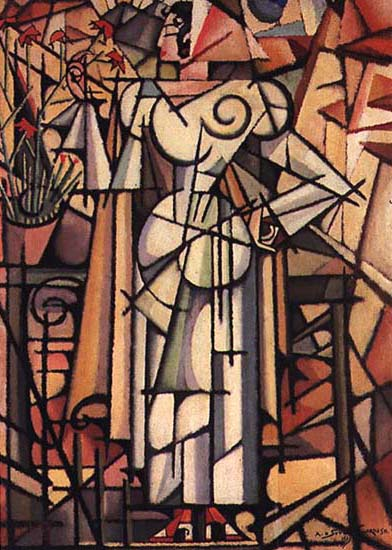
Amadeo de Souza Cardoso: Menina dos Cravos

Der kunstbeflissene Abel Lacerda, 1921 geboren, errichtete nach den modernsten museulogischen Erkenntnissen seiner Zeit ein Gebäude, um dort eine ungewöhnliche Sammlung von etwa 500 Stücken auszustellen: Malerei flämischer Meister (Frei Carlos, Quentin Massys, Adriaen Isenbrant, Jacob Jordaens), Werke von Dalí, Picasso, Marc Chagall, Fernand Léger oder Jean Lurçat, aber auch portugiesischer alter (Grão Vasco u. a.) und moderner Künstler. Es gibt Keramik zu sehen (Han, Tang, Ming, aber auch Delft und eine Karaffe von José Álvares von 1552), Teppiche (etwa die für Manuel I. im flandrischen Tournai gefertigten monumentalen Wandteppiche) und Möbelstücke. Bemerkenswert sind auch die Skulpturen, vor allem portugiesischer Künstler (José de Guimarães, Salvador Barata Feyo, Canto da Maya, Leopoldo de Almeida oder António Duarte), aber auch von José Cañas oder José Clarà. Eine dreitausend Jahre alte Darstellung eines Stierkopfs aus Ägypten ist das älteste Stück des Museums.
Abel Lacerda gelang 1954 der Erwerb des verfallenden Franziskanerklosters von Fraga, nicht weit von Caramulo in Sátão, das er in Teilen abbaute, in seine Museumsplanung einbezog und dann Stück für Stück entsprechend wieder vor Ort aufbaute. So verfügt das Museum über einen Kreuzgang mit Innenhof.
1957 verstarb Abel Lacerda.

## Automobile

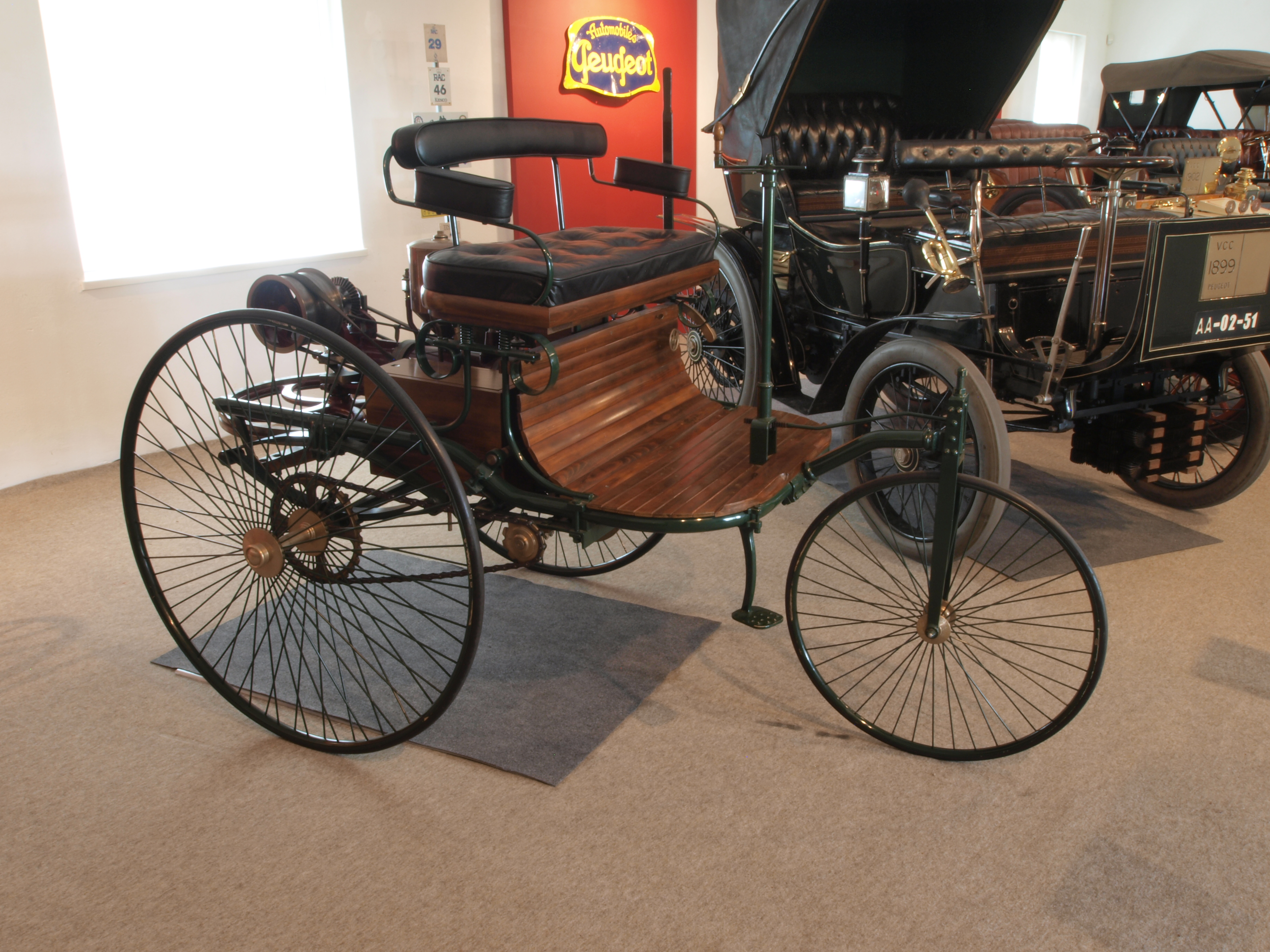
Nachbau eines Benz Patent-Motorwagens von 1886

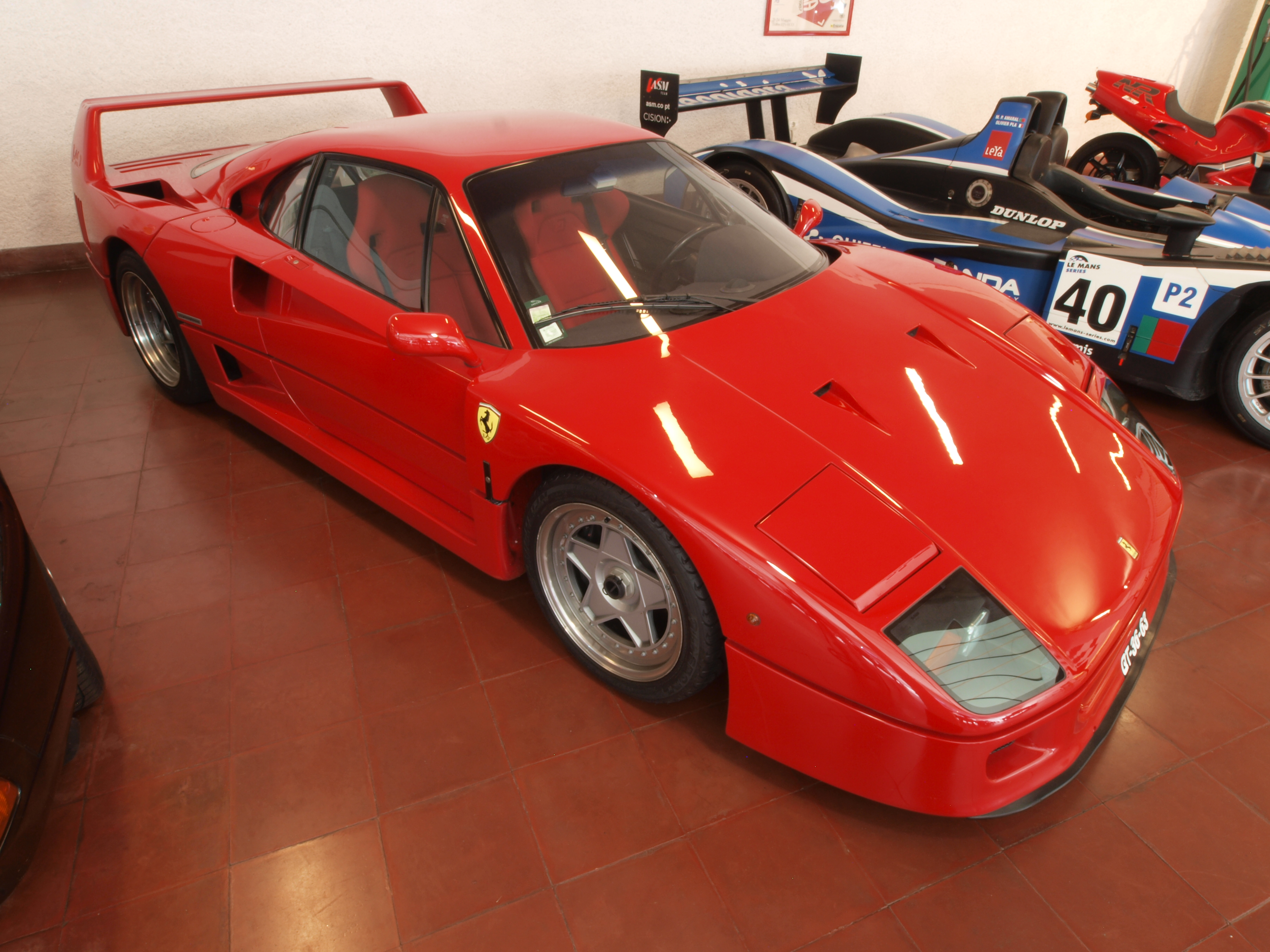
Ferrari F40 von 1990

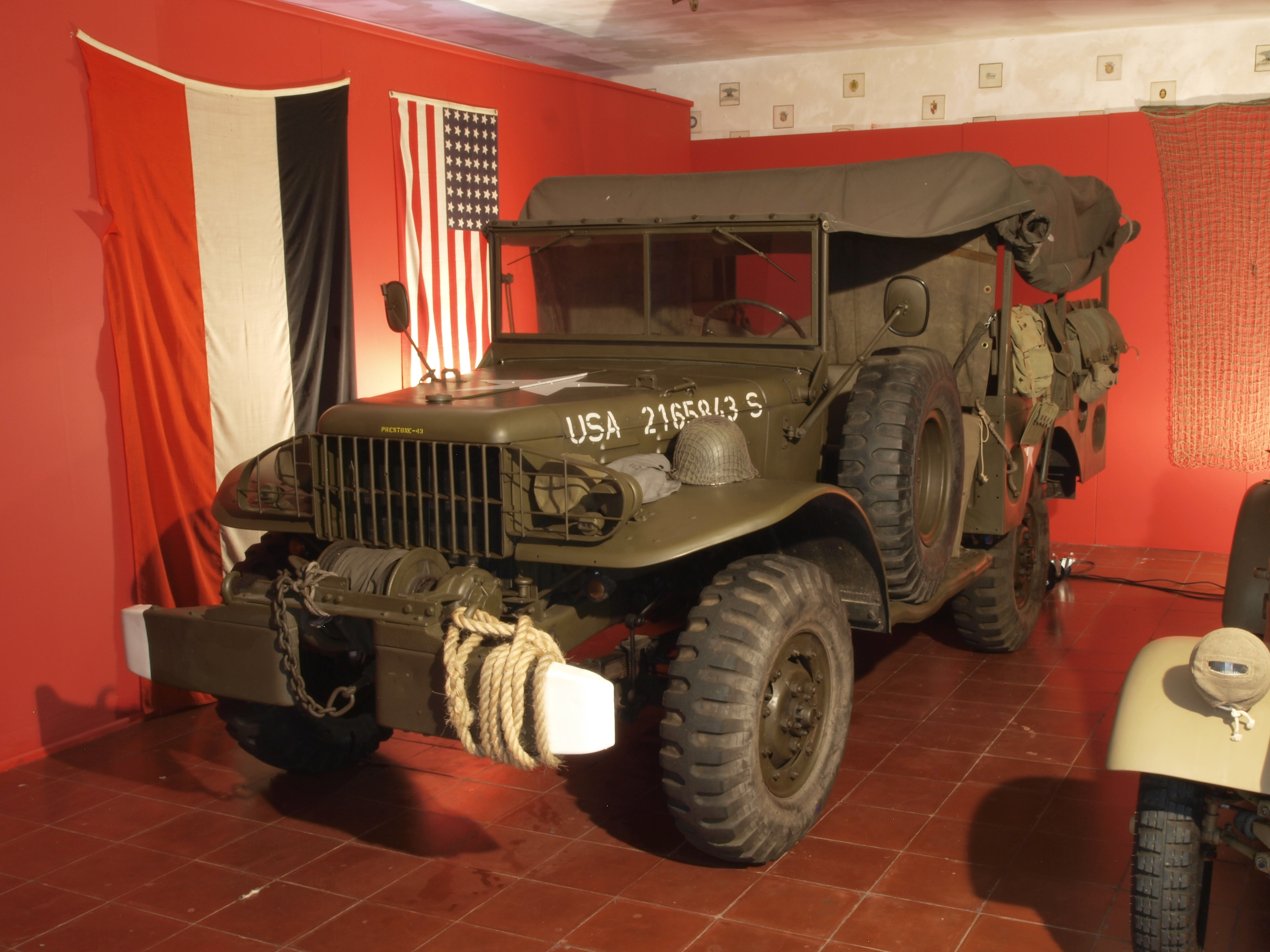
Dodge WC-52

Sein Bruder João Lacerda (Jahrgang 1923) errichtete angrenzend ein Ausstellungsgebäude für 100 Fahrzeuge, mit der Maßgabe, dass alle ausgestellten Fahrzeuge sich trotz ihrer Museumssituation stets einfach bewegen lassen müssen, zu Zwecken der Vorführung oder Pflege. So sind die von ihm liebevoll restaurierten Wagen, von seinem ersten Ford T angefangen bis zu den Bugatti, Rolls-Royce, Mercedes, Ferrari, Porsche, Peugeot, Lamborghini, Jaguar, Unic, Panhard, Oldsmobile, Cadillac, Darracq, Renault, Pegaso, Benz, Fiat etc., stets sämtlich in fahrbereitem Zustand. Entsprechend hat ihn die Fédération Internationale de l’Automobile (FIA) in ihr Historisches Komitee berufen und bei den Rallyes wie dem London to Brighton Veteran Car Run, Louis Vuitton China Run, Rallye Marokko, Paris-Rouen, Bordeaux-Paris für Fahrzeuge bis 1900, der Mille Miglia, der Rallye Monte Carlo oder der Ausstellung im Parc de Bagatelle (Paris) sammelt Joao Lacerda Pokale und Anerkennung.
Nach der Nelkenrevolution 1974 fürchteten einige begüterte Sammler den antikapitalistischen Furor nach den langen Jahren der Diktatur in dem Land mit so ungleichen Einkommensverhältnissen und sie brachten ihre Leihgaben in Sicherheit. Doch mit der Zeit beruhigte sich das Land und somit auch die Elite des Landes. Die Ausstellung erreichte wieder ihre alte Fülle und wurde wieder zu einem der besten Automobilmuseen Europas gezählt.
Viele der ausgestellten Wagen haben eine Verbindung zur Geschichte Portugals. Mit dem Peugeot von 1899 steht dort das älteste noch voll funktionstüchtige Automobil Portugals. Ausgestellt sind außerdem ein Bugatti 35B, mit dem Lehrfeld 1931 den Rekord von 205 km/h aufstellte, ein Cadillac, der im Dienst des Diktators António de Oliveira Salazar stand, ein gepanzerter Mercedes-Benz, ein von Salazar verschmähtes Geschenk Adolf Hitlers, ein Pegaso Sport, den General Franco dem Präsidenten Craveiro Lopes schenkte, ein Chrysler Imperial der PIDE, der bei einer Flucht aus dem politischen Gefängnis von Caxias eine Rolle spielte, ein Rolls-Royce, den Königin Isabell II., Präsident Eisenhower oder auch Papst Johannes Paul II. bei ihren Portugal-Besuchen fuhren, und ein Fiat, der Dr. João de Lacerda vom Präsidenten der Fiat-Gruppe geschenkt wurde.

## Heute
Nach dem frühen Tod von Abel Lacerda gründete sich die Stiftung „Fundação Abel Lacerda“, heute „Fundação Abel e João Lacerda“. Sie ist Besitzerin und Trägerin der beiden Museen, die ganzjährig für das Publikum geöffnet sind und bisher weit über eine Million Besucher zählten. 
Seit 2004 gibt es im Museu do Caramulo eine Spielzeugausstellung zu sehen, begleitet von einem Tausch-, Kauf- und Verkaufsmarkt für Miniaturen und altem Spielzeug einmal im Jahr. Ebenfalls einmal jährlich organisiert das Caramulo-Automuseum den „Salão Motorclássico“ in der Internationalen Messe FIL auf dem Gelände der Expo 98 in Lissabon. An jedem ersten September-Wochenende, wohl nicht zufällig in Konkurrenz zur zeitgleich stattfindenden Festa do Avante! (einem der größten Festivals Europas, organisiert vom Partido Comunista Português), findet das Caramulo Motorfestival statt.